# アドルフ・ロース
アドルフ・ロース（Adolf Loos, 1870年12月10日 - 1933年8月23日）は20世紀オーストリアの建築家。モダニズムの先駆的な作品を世に送り、「装飾は罪悪である」という主張は建築界に波紋を呼んだ。

## 略歴
モラヴィア地方ブルノ出身、ゲルマン系の出自で、父は彫刻家・石工だった。生まれつき難聴で、12歳の時一部回復した。ドレスデンで学んだ後、アメリカに渡りシカゴの高層ビルや実用的なデザインを見て大きな影響を受けた。1896年の帰国後は、設計より執筆活動が先行した。様々な建築様式で飾られたウィーンの都市を「ポチョムキン都市」と皮肉った（1898年）のを始め、「装飾は罪悪（犯罪）である」と宣言した（1908年）。ロースによれば、装飾は原始人の刺青と同じようなもので、装飾の多さは文化水準が低いことを示すものである。「装飾罪悪論」は、建築家オットー・ワーグナーの「芸術は必要にのみ従う」という合理主義・機能主義の主張を更に徹底させたものと言えるが、こうした過激な言論で「ウィーン分離派」や「ウィーン工房」（ヨーゼフ・ホフマン）の装飾性を攻撃した。
代表作となったロースハウス（1909-1911年）は、窓の飾りなどの装飾をそぎ落とした建物で、モダニズム建築の先駆的な作品である。現在見ると、低層部に列柱が並び古典主義的な印象を受けるが、ウィーンの王宮前で歴史的建造物が並ぶ一角に建設されたため、当時は激しい非難を浴びた。そのため建設が一時中断されたが、最終的には窓辺に花壇をつけることで建設が許可された。フランツ・ヨーゼフ1世はこの建物を忌み嫌い、面している窓と門を塞いだと伝えられる。
1912年にアドルフ・ロース建築学校を設立。第一次世界大戦後、チェコスロバキア政府から市民権を付与される。1921年からはウィーン市の住宅建設局で主任建築家になり労働者住宅の設計にも尽力したが、自身の設計案が却下されたことをきっかけに1924年退職、翌年パリに居を移した。晩年は絵を描いて過ごしたが、死の直前に全て焼き捨てたという。その後帰国するが、1928年に子供たちをモデルにしたことが原因で淫行の容疑をかけられ、執行猶予付きながら有罪判決を受けた。その後は脳障害に苦しんだ末に1933年に脳卒中により死去。ウィーン中央墓地の、自身が設計した正方形の墓石の下に埋葬された。

## 交友関係
ロースは難聴で、気難しく、建築界では孤立気味であった。その一方で様々な分野の文化人と交流し、エピソードを残している。
- カール・クラウス（評論家） - 生涯にわたる友人で、両者とも過激な言論のため敵も多かった。クラウスは兄弟や友人が住宅を新築すると聞くと、ロースを紹介した。クラウスがカトリックに入信する際は、ロースが代父を務めた（1913年）[2]。
- アルテンベルク（文学者） - アルテンベルクの雑誌”Kunst”（芸術）の付録という形で、イギリス・アメリカの文化を紹介する個人雑誌"Das Andere"（その他）を発行した（1903年）[3]。アルテンベルクが精神疾患で入院した後も面倒を見た。亡くなると弔辞を書き、さらに墓を設計した。
- ココシュカ（画家） - 才能をいち早く認め、作品を購入した。父親代わりのような立場であった。
- シェーンベルク（作曲家） - コンサートのチケットをたくさん買ったり、友人に勧めたりした[4]。
- ヴィトゲンシュタイン（哲学者、1889-1951年）

## 作品

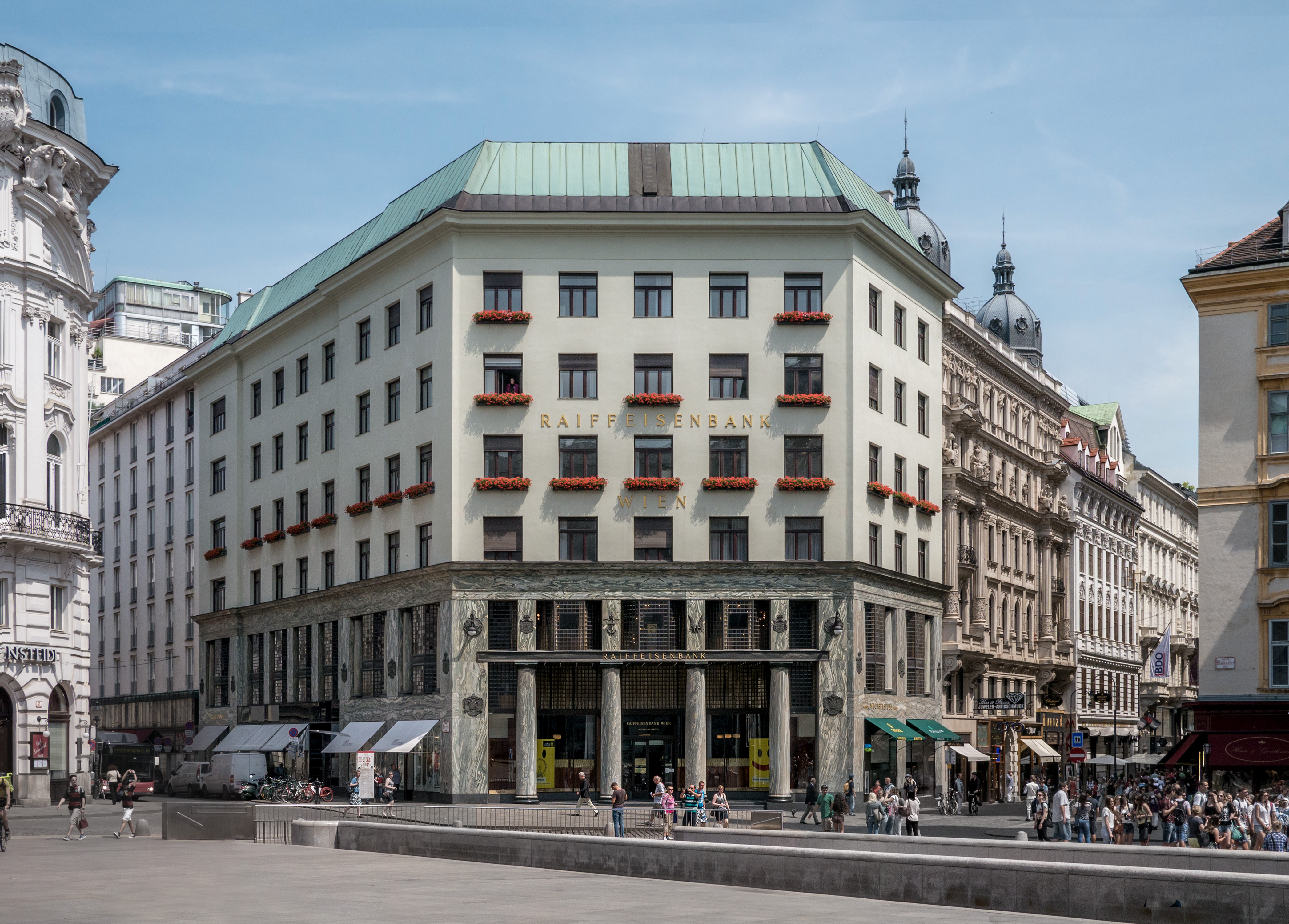
ミヒャエル広場のロースハウス

- カフェ・ムゼウム（ウィーン、1899年） - 内部は白い壁ばかりで室内装飾がない。
- アメリカンバー（ウィーン、1907年） - 小さなバーの内装に鏡、大理石などの素材を巧みに用い、豊かな空間を生み出している。
- シュタイナー邸 Steiner House（ウィーン、1910年）
- ロースハウス Looshaus（ウィーン、1911年）
- マンツ書店（ウィーン、1912年）[5]
- ルーファー邸 Rufer House（ウィーン、1922年）
- トリスタン・ツァラのスタジオと家 （モンマルトル、1926年） - ダダイストの住宅
- Khuner Villa（クロイツベルク 、1930年）
- ヴィラ・ミュラー Villa Müller[リンク切れ]（プラハ、1930年）

## 資料
- ウィーン博物館（Wien Museum）に自邸の居間部分が保存展示されている。また、図面や原稿は、アルベルティーナ（Albertina）に保管されている。

## 著作
「装飾罪悪論」を宣言したのは "Ornament und Verbrechen"（1908年）
- 訳書は『にもかかわらず』（加藤淳訳、みすず書房、2015）
- 他に『装飾と犯罪』（伊藤哲夫訳、中央公論美術出版、新版2011／ちくま学芸文庫、2021）

- INS LEER GESPROCHEN 1897-1900, GEORGES CRÈS
  - 『虚空へ向けて』加藤淳訳、編集出版組織体・アセテート、2012（2015年に終了）
- TROTZDEM 1900–1930, BRENNER, 1931
  - 『にもかかわらず 1900-1930』加藤淳訳、みすず書房、2015
- DIE POTEMKINSCHE STADT, ed. Adolf Opel, PRACHNER, 1980
  - 『ポチョムキン都市』鈴木了二・中谷礼仁監修、加藤淳訳、みすず書房、2017

### 研究評伝
- 『アドルフ・ロース』 伊藤哲夫、鹿島出版会 1980
- 『建築家アドルフ・ロース　理論と実践』櫻井義夫、鹿島出版会 2024